# Щаслива дівчина
Щаслива дівчина (англ. Girl Happy) — американський комедійний мюзикл режисера Бориса Сагала 1965 року.

## Сюжет
Расті Веллс і його музична група залишають нічний клуб, де вони працюють під час канікул в Форт-Лодердейлі. Коли чиказький мафіозі на прізвисько Великий Френк наймає Расті наглядати за його молодою дочкою Валері під час її перших самостійних канікул у Флориді, молода людина закохується в неї. Тепер йому належить завоювати серце дівчини, протистояти ловеласу Роману, який теж готовий домагатися любові цієї дівчини.

## У ролях
- Елвіс Преслі — Расті Веллс
- Шеллі Фабарес — Валері
- Гарольд Стоун — Великий Френк
- Гарі Кросбі — Енді
- Джобі Бейкер — Вілбур
- Ніта Талбот — Санні Дейз
- Мері Енн Моблі — Дієна
- Фабріціо Міоні — Роман
- Джиммі Хоукінс — Док
- Джекі Куган — Сержант Бенсон
- Пітер Брукс — Брентвуд Вон Даргенфілд
- Джон Фідлер — Містер Пенчілл
- Кріс Ноель — Бетсі
- Лін Еджингтон — Лаура
- Гейл Гілмор — Ненсі
- Памела Каррен — Боббі
- Расті Аллен — Лінда

## Саундтрек
Саундтрек був записаний в червні 1964 року в студії «Radio Recorders» в Голлівуді, штат Каліфорнія. Музичний альбом з однойменною назвою вийшов у квітні 1965 року.

### Сторона 1
1. «Girl Happy» (Док Помус, Норман Мід)
2. «Spring Fever» (Берні Баум, Білл Гіант, Флоренс Кей)
3. «Fort Lauderdale Chamber of Commerce» (Рой С. Беннетт, Сід Теппер)
4. «Startin' Tonight» (Ленор Розенблатт, Віктор Міллроуз)
5. «Wolf Call» (Берні Баум, Білл Гіант, Флоренс Кей)
6. «Do Not Disturb» (Берні Баум, Білл Гіант, Флоренс Кей)

### Сторона 2
1. «Cross My Heart and Hope to Die» (Бен Вейсман, Сід Вейн)
2. «Meanest Girl in Town» (Жой Баєрс)
3. «Do the Clam» (Бен Вейсман, Долорес Фуллер, Сід Вейн)
4. «Puppet on a String» (Рой С. Беннетт, Сід Теппер)
5. «I've Got to Find My Baby» (Жой Баєрс)
6. «You'll Be Gone» (Елвіс Преслі, Ред Вест і Чарлі Хадж)

## Цікаві факти
- Фільм «Щаслива дівчина» дуже схожий на бітлівський «На допомогу!» — Хоча поступається за якістю пісень. Саме під час знімання цього фільму відбулася історична (єдина!) Зустріч Елвіса і «The Beatles» на його віллі «Бель Ейр» в передмісті Лос-Анджелеса.
- Пісня «The Meanest Girl in Town» була однією з пісень, ненаписаних для цього фільму. Пісня була написана спеціально для «Bill Haley and the Comets» і записана в 1964 році під назвою — «Yeah She's Evil».
- «Дзвінке» звучання електричної гітари у пісні «Do The Clam» виконується Елвісом на акустичній гітарі.